# 大泉源满族朝鲜族乡
大泉源满族朝鲜族乡（中国朝鲜语：／）是中华人民共和国吉林省通化市通化县下辖的一个民族乡。

## 历史
清光绪三年（1877年），属庆聚、乐聚2保。清宣统二年（1910年），属大川街、宽栗2乡。
民国十二年（1923年），属第五区。民国三十四年（1945年），设大泉源区。
1950年，改名二区。
1955年，二区改名大泉源区。
1956年，设大泉源乡。
1958年9月，大泉源乡改大泉源分社。
1959年，大泉源分社改大泉源公社。
1961年5月，大泉源公社析置大川、民主2公社。
1989年5月，大泉源公社改为大泉源满族朝鲜族乡。
2005年9月，大川乡并入大泉源满族朝鲜族乡。

## 行政区划
大泉源满族朝鲜族乡下辖以下村级行政区划单位：
圣泉社区、大泉源村、胜利村、新胜村、裕民村、爱国村、鲜丰村、新农村、新民村、和平村、二道沟村、茧场村、江口村、红石村、大川村、升平村、新设村、建设村、荣胜村、城墙村、新城村和和胜村。